# 印度華人
华裔印度人（英語：Chinese Indian），指移民到、或出生在印度的华裔。印度具有華裔血統的人大多數生活在加爾各答附近區域。
這些印度華僑在加爾各答作出了許多社會以及經濟生活上的貢獻. 今天，大多數從事商業的一個主要部門包括製造業和皮革製品作貿易。加爾各答是印度唯一有唐人街的城市，另外一個主要城市：孟買的唐人街已經消失了。
印度華人人口是有爭議的，如果把藏族居民計算在內，印度華人約有十四萬之衆。

### 殖民前的中印交流

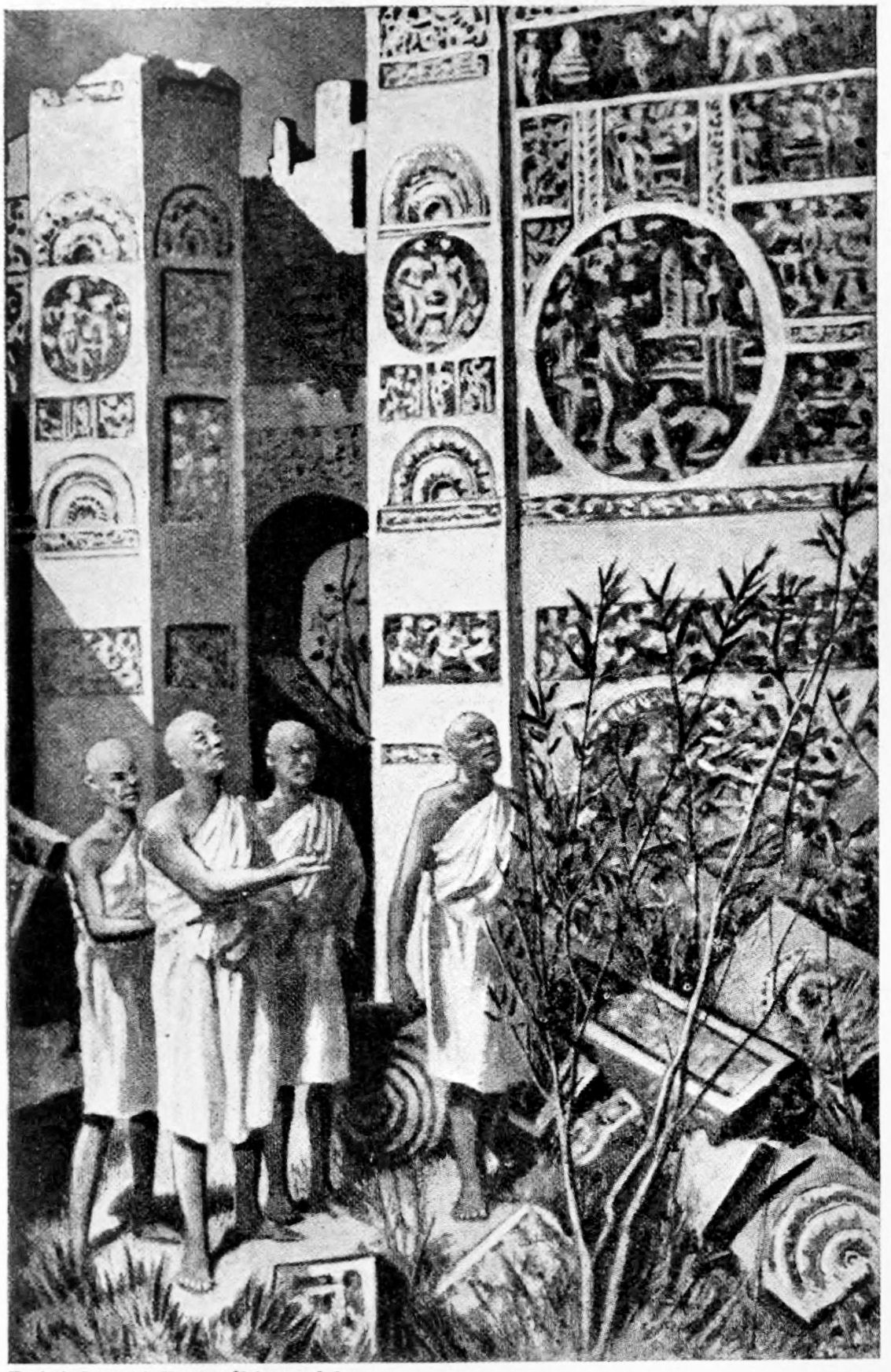
法显在阿育王宫殿遗址

### 殖民時期

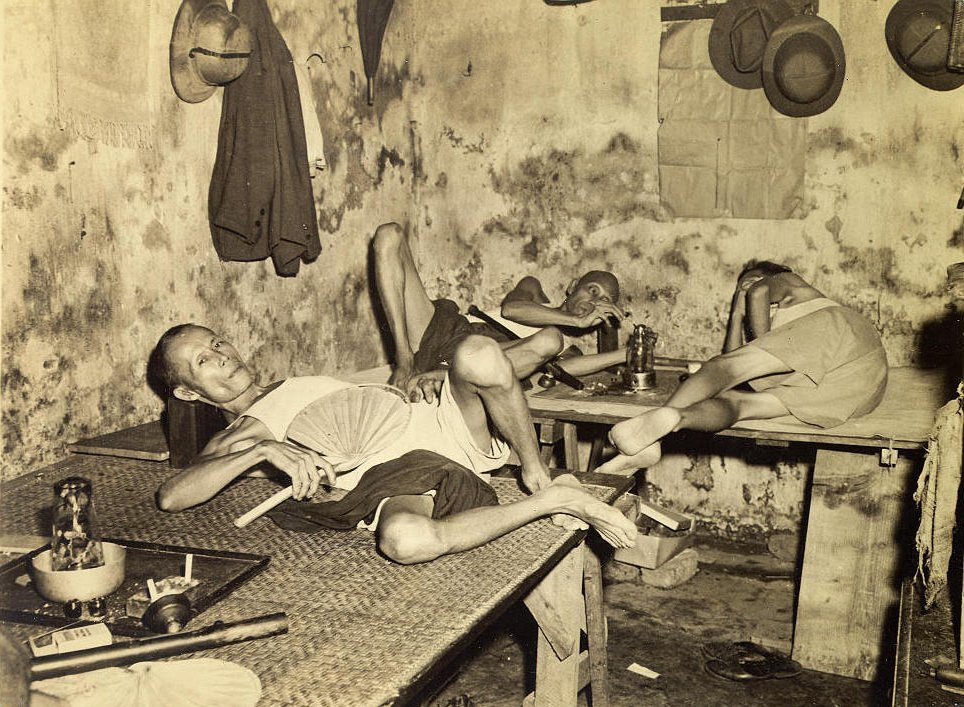
加爾各答唐人街的鴉片館，攝於1945 年

## 歷史

### 1962年中印戰爭時期
在中印衝突中，印度華人面臨印度國大黨政府所引發的反華勢力。華人企業被查處關於中華人民共和國聯繫，甚至不少印度華人被關在北印度監獄中。許多共產黨人發現自己身陷囹圄，並標示為「外國代理人」。
印度從大英帝國獨立之後，並沒有阻止中國人湧入加爾各答。1961年，有將近7,000人移居至印度。1962年，中印戰爭結束了中國移民潮，未知的華人人口啟程到澳大利亞、加拿大及美國。此外，還存留在印度的華僑往往受到印度政府的懷疑；根據2005年之紀錄片，一些華人被送往拉賈斯坦集中營，這種情況在1976年印度和中華人民共和國恢復外交關係之後才緩解。直到1998年，印度華人被允許恢復印度國籍。2005年，第一個漢字路標在加爾各答唐人街架起。

## 現況
今天的印度華人大多是皮革業業主、鞋店業主、醬油製造商、飯店老闆、美容院老闆。除了佛教、道教以外，許多印度華人是基督徒。而受教会学校的影响，年輕人一代中許多也信仰基督宗教，但無論宗教，華人三大節日，尤其是春節傳統，仍被普遍保留。

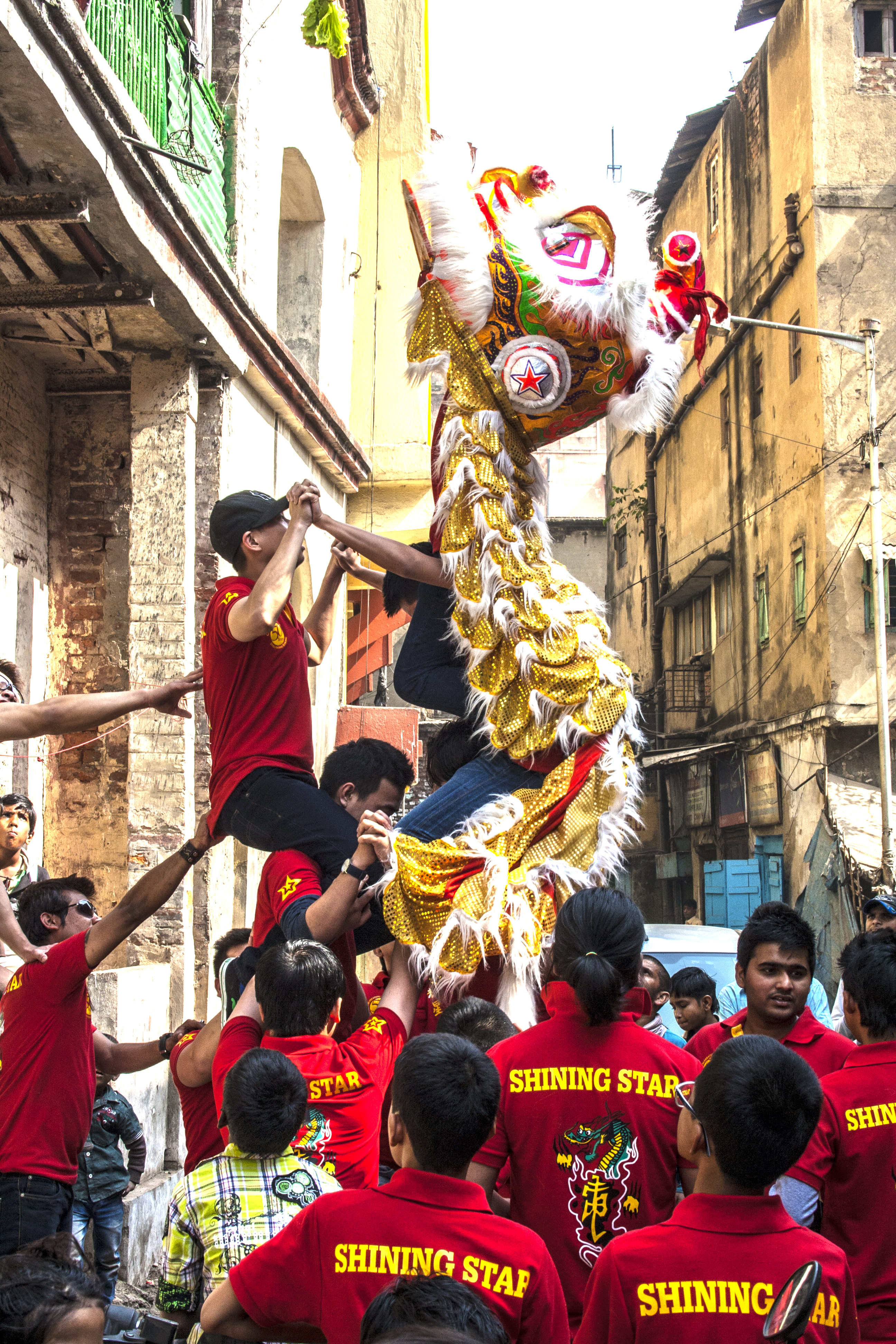
慶祝華人新年的舞獅活動，攝於加爾各答蒂勒提巴扎，2014年。

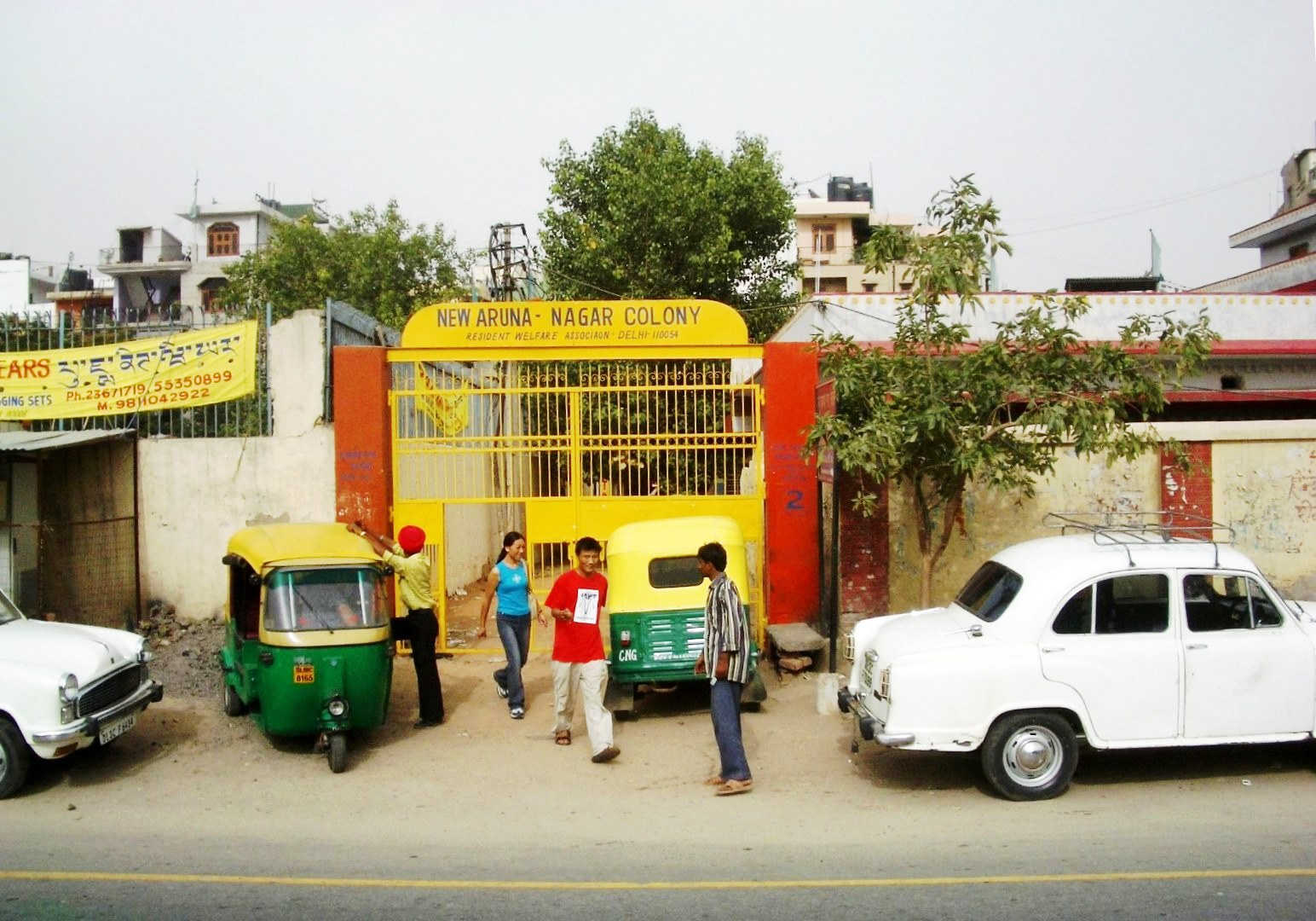
德里的曼久芝拉藏族定居点（New Aruna-Nagar）

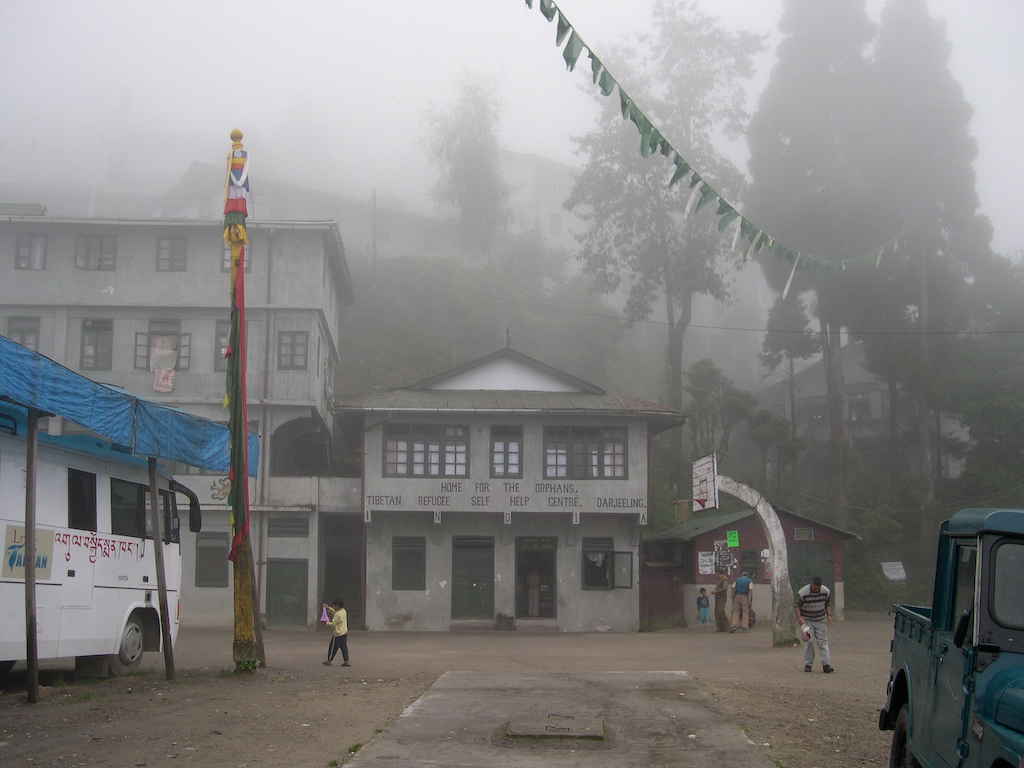
西藏難民自助中心的山頂商店，攝於2004年9月大吉嶺。該中心成立於1959年10月2日。

### 飲食

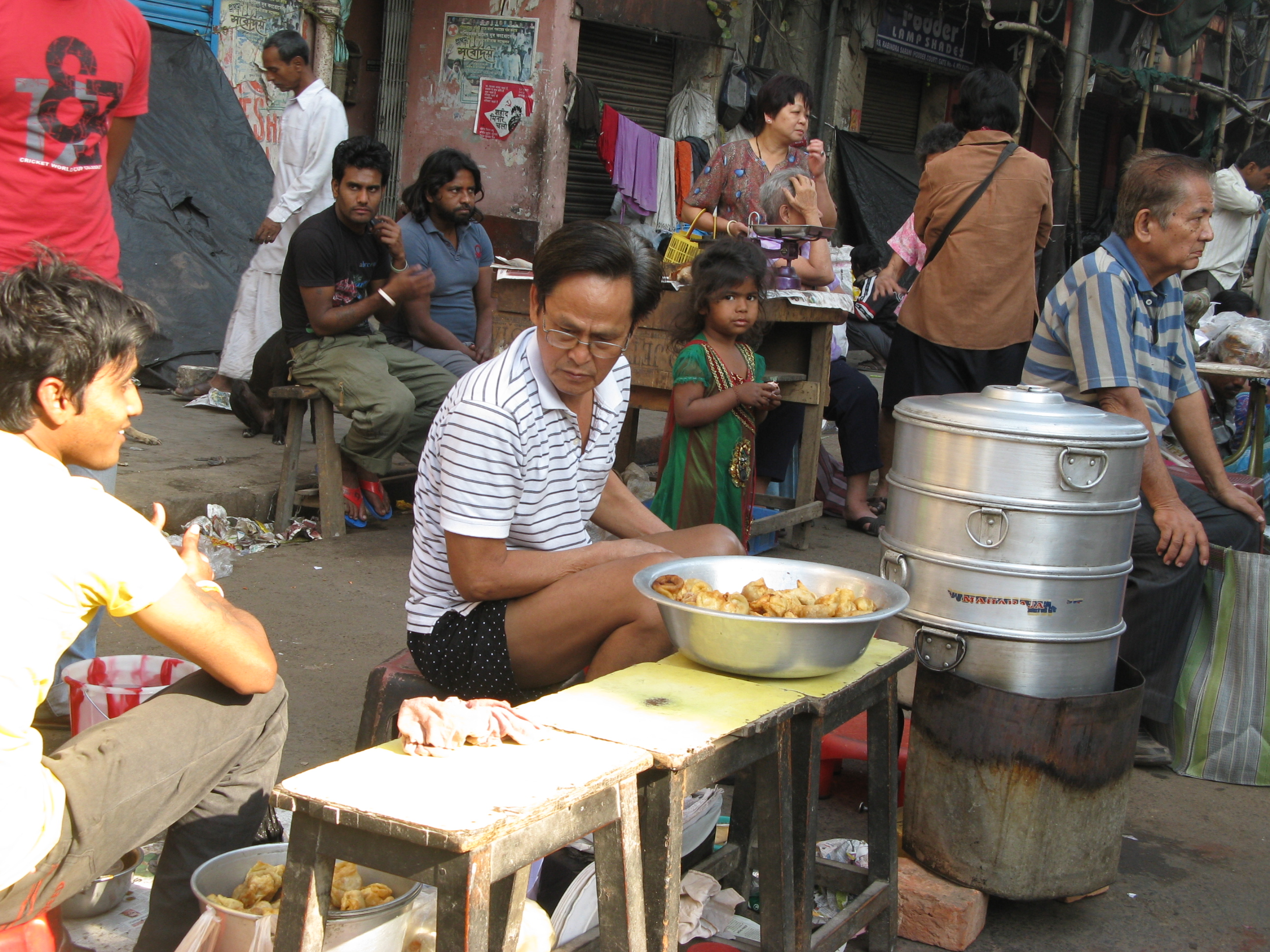
市場上的中式早餐，攝於加爾各答唐人街

### 宗教

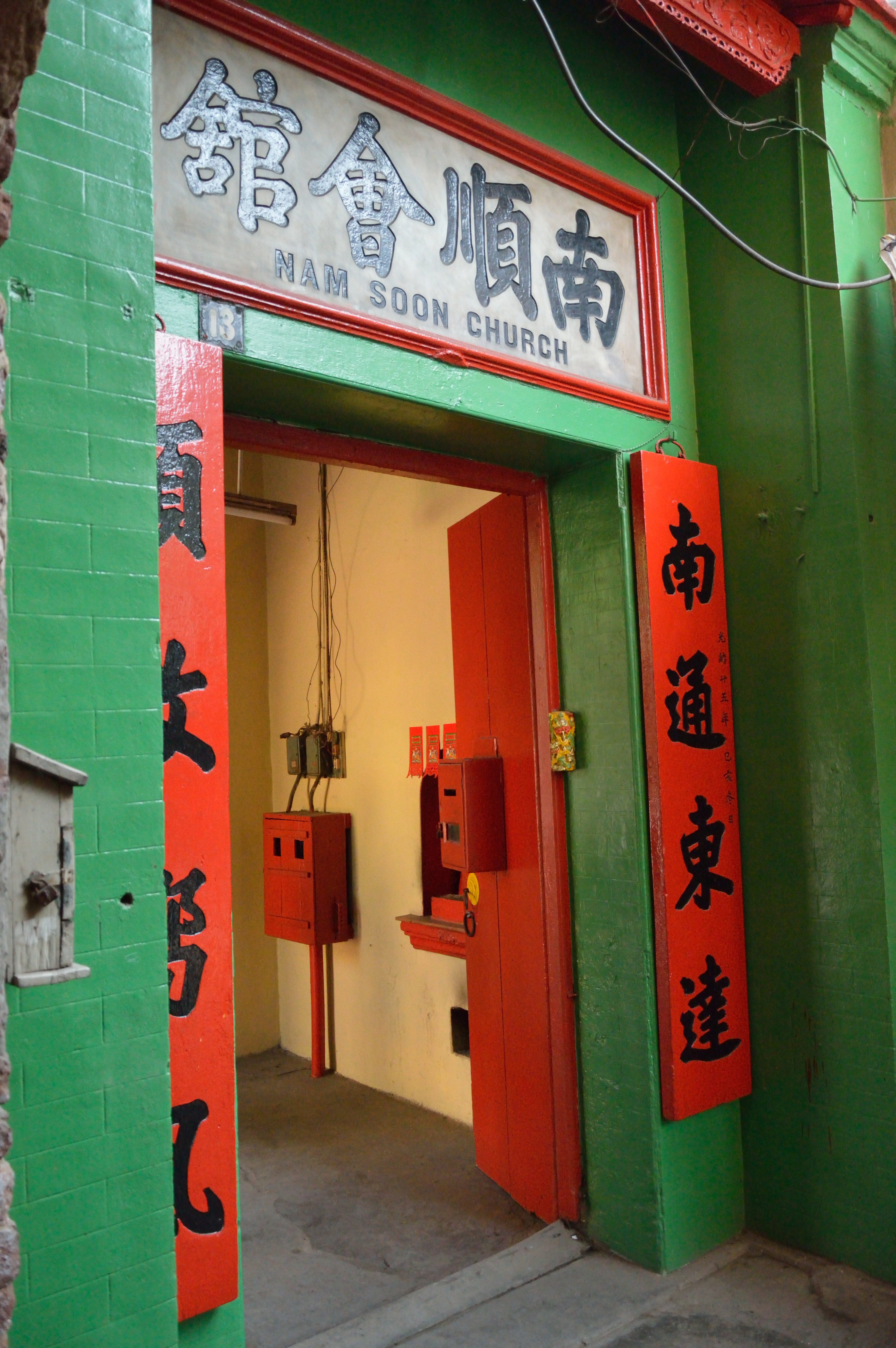
加尔各答的华人会馆，攝於加爾各答

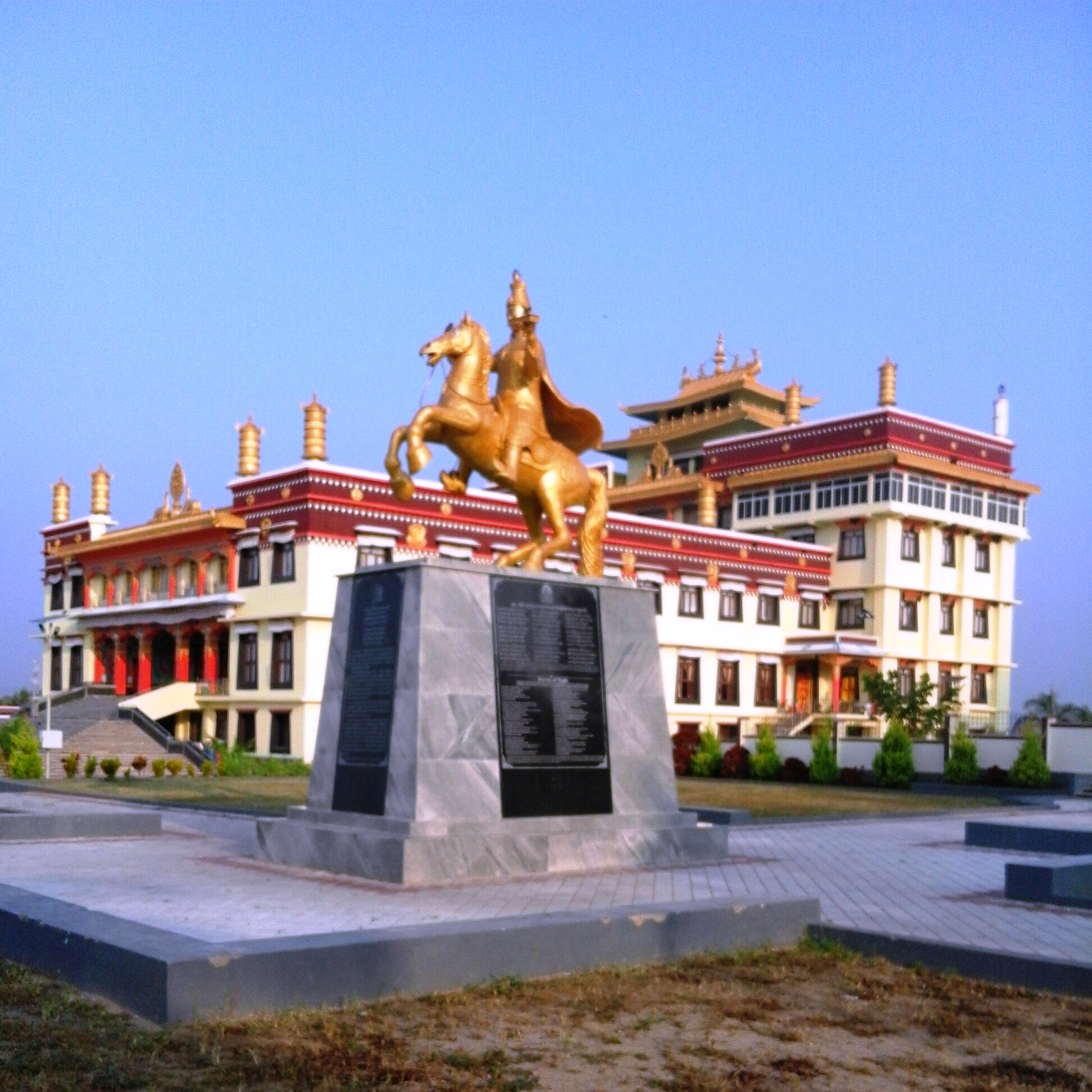
拜拉库比的扎什伦布寺

## 海外移民
中印戰爭之後，許多華人移民到了澳大利亞、加拿大及美國，或者選擇回到中國大陸以及台灣。

## 印度著名的华人
- 張眉陽 - 演员和歌手。入围的印度偶像3
- 瓦拉·古塔 - 女子羽毛球运动员，印华混血，母亲是中国人
- 梁日明（英语：Lawrence Liang） - 法律研究人员和律师
- 黃玉堂 - 印度餐馆創辦人
- 萨希尔·汗（英语：Sahil Khan） - 电影演员，印华混血，母亲是中国人
- 楊阿南德（英语：Anand Yang） - 印度華裔美國历史学家

## 外部連結
- 加爾各答華人社區博客 （页面存档备份，存于）
- 加爾各答中国城 （页面存档备份，存于）
- 'Legend of Fat Mama', a 23 minute documentary on Chinatown by Rafeeq Illiyas （页面存档备份，存于）
- Interview with the Principal of Grace Ling Liang English School （页面存档备份，存于）
- Travel article on Achipur by Rangan Datta （页面存档备份，存于）